# Clarissa Pinkola Estés
Clarissa Pinkola Estés, ameriška psihoanalitičarka, pisateljica, post-travmatska specialistka in govornica, * 27. februar 1945, Indiana, Združene države Amerike.

## Biografija
Odraščala je v kmečkem okolju, v bližini Velikih jezer. Vzgojena je bila v begunskih družinah, ki niso znale brati ali pisati. Njen izvor je zelo vplival na njeno pisanje.
Kot post-travmatska specialistka je Estés pričela delati 1960 v bolnišnici veteranov Edward Hines Jr. Tam je delala z vojaki prve svetovne vojne, druge svetovne vojne, Korejske vojne in Vietnamske vojne, ki so bili tetraplegiki. Delala je tudi v drugih ustanovah, skrbelaje za hudo poškodovane otroke in pa vojne veterane ter njihove družine, ki so trpeli za post-travmatsko motnjo. Njeno poučevanje pisanja, pripovedovanja in tradicionalne medicine se je nadaljevalo v zaporih, tako ženskih kot tudi moških.
Podobno kot William Carlos Williams in drugi pesniki, ki so delali v zdravstvenih poklicih, je Estés uradno potrjena višja Jungovska analitičarka, ki klinično dela že več kot 45 let. Doktorirala je na Union Institute & University 1981, v etno-klinični psihologiji preučevanja socialnih in psiholoških vzorce v kulturnih in plemenskih skupinah. Pogosto ima govore na univerzah. Je avtorica mnogih knjig o potovanju duše. Od leta 1992 so bila njena dela prevedena v 37 jezikov. Najbolj poznano delo, Ženske ki tečejo z volkovi, pa je bilo eno izmed najbolj prodajanihpo številnih lestvicah.
Estes je podala sporen predlog, da so asimilacija in etnične tradicije načini, ki prispevajo ustvarjalno kulturo in dušo na osnovi civiliziranosti. Uspešno je pomagala peticiji, da Kongresna knjižnica, kot tudi po vsem svetu psihoanalitični inštituti, preimenujejo svoje študije in kategorizacije, prej imenovane, med drugim, "Psihologija primitivnih", v spoštljiva in opisna imena, glede na etnične skupine, vere, kulture, itd.

## Estesini projekti in pomoč ljudem
Estés' Guadalupe Foundation je financiral projekte pismenosti, vključno v Queensu, New Yorku, na Madagaskarju - zagotavljanje tiskanih lokalnih ljudskih zgodb, zdravstvene in higienske informacije za ljudi v njihovem jeziku. Ta besedila se nato uporabljajo za učenje branja in pisanja. Estés je pričala pred državo in zveznimi zakonodajalci za reformo dobrega počutja, izobraževanja in šolskega nasilja, varstvo otrok, duševno zdravje, okolje, licenciranje strokovnjakov, priseljevanje, tradicionalne medicine v javnem zdravstvu, odprtih zapisov in drugih kakovosti življenja in probleme duše. Povabljena je bila s strani Senators of The Ways and Means Committee, da priča pri zveznem zakonodajalcu o reformi dobrega počutja, govorimo o "treh M-jih: Management, Money, Mercy "
Estés prav tako pomaga staršem, ki so izgubili otroka, in družinam, ki izgubijo člana zaradi umora ali nesreč pri delu. Delovala je na mnogih krajih naravnih nesreč in razvila post-travmatski protokol okrevanja. Pomagala je Columbine High School in njeni lokalni skupnosti, kar tri leta po tamkajšnjem pokolu. Še naprej dela z družinami preživelih v incidentu 9.11.2001.

## Dela
Za svoje izjemno humanitarno delo je prejela marsikatero nagrado, prav tako za knjige, ki jih je spisala.
- Untie the Strong Woman: Blessed Mother's Immaculate Love for the Wild Soul (Odveži močno žensko: Brezmadežna ljubezen Blažene matere do divje duše) (2011) (COBBIS Arhivirano 2015-05-29 na Wayback Machine.)
- Women Who Run With the Wolves: Myths and Stories of the Wild Woman Archetype (Ženske, ki tečejo z volkovi: Miti in zgodbe o arhtipu divje ženske) (1996) (COBBIS Arhivirano 2015-05-29 na Wayback Machine.)
- The Faithful Gardener: A Wise Tale About that Which Can Never Die (Vrtnar duše) (1996) (COBBIS Arhivirano 2015-05-29 na Wayback Machine.)
- The Gift of Story: A Wise Tale About What is Enough (Čar zgodbe) (1993) (COBBIS Arhivirano 2015-05-29 na Wayback Machine.)
- Tales of the Brothers' Grimm; 50-page introduction by Estés
- Hero With A Thousand Faces, Joseph Campbell; 50-page introduction by Estés (2004)

1. ↑  Internet Speculative Fiction Database — 1995.
2. ↑  https://biography.jrank.org/pages/3851/Est-s-Clarissa-Pinkola-1943-Writer-Psychologist-Childhood-Embraced-by-Storytelling.html